# Championnats de France de cyclisme sur piste
Pour les articles homonymes, voir Championnats de France de cyclisme.
Les Championnats de France de cyclisme sur piste sont des compétitions ouvertes aux professionnelles et aux espoirs de nationalité française permettant de décerner les titres de Champion de France de cyclisme sur piste.
Plusieurs catégories existent : cadets (15-16 ans), juniors (17-18 ans), espoirs (moins de 23 ans) et élites.

## Évolution du programme des championnats
Le championnat de France de vitesse masculin est le plus ancien puisqu'il existe depuis 1881.
Selon les éditions, les championnats de France du demi-fond et de l'omnium peuvent être organisées à une date différente des autres championnats qui se tiennent généralement sur une semaine entre juillet et octobre.
En 2010, le championnat de France de l'omnium fait son apparition chez les hommes et les femmes. Ce championnat a été créé à la suite de l'annonce de l'UCI d'ajouter l'omnium comme discipline olympique en 2012.
En 2017, c'est au tour du championnat de France de course à l'américaine féminin de faire sa première apparition, l'épreuve étant intégrée au programme des Jeux 2020.
Organisée pour la première fois en 2020, l'élimination n'est plus organisée à partir de 2024.

## Palmarès des championnats
Pour voir le palmarès d'une épreuve, cliquer dessus.
| - Américaine - Course aux points - Demi-fond - Keirin - Kilomètre - Omnium - Poursuite - Poursuite par équipes - Scratch - Vitesse - Vitesse par équipes - Élimination | - 500 mètres - Américaine - Course aux points - Keirin - Kilomètre - Omnium - Poursuite - Poursuite par équipes - Scratch - Vitesse - Vitesse par équipes - Élimination |

## Sources
- Résultats 2000
- Résultats 2001 : Journée 1 Journée 2 Journée 3 Journée 4 Journée 5
- Résultats 2002 : Journées 1-4 Journées 5-6 Cyclingnews
- Résultats 2003
- Résultats 2004
- Résultats 2005
- Résultats 2007